# Бібліотека «Книжкова світлиця» для дітей
Бібліотека «Книжкова світлиця» для дітей Святошинського району м. Києва.

## Адреса
03194 м. Київ, вул. Зодчих, 30/6

## Характеристика
Площа приміщення бібліотеки — 572 м², книжковий фонд — 27,8 тис. примірників. Щорічно обслуговує 3,3 тис. користувачів, кількість відвідувань за рік — 23,0 тис., книговидач — 66,0 тис. примірників.

## Історія бібліотеки
Заснована у 1970 році. Сучасна назва з 1993 року. Бібліотечне обслуговування: 2 читальні зали (для учнів 1 — 4 кл., 5 — 9 кл.), 2 абонементи, філія бібліотеки, МБА. При бібліотеці працює літературний гурток юних талантів «Поетична світлиця», гурток м'якої іграшки «Золоті рученята». Інформаційно-бібліографічне обслуговування координується з бібліотеками шкіл, ліцеїв, коледжів. Партнери бібліотеки: підліткові клуби «Фотон», «Ровесник», Центр позашкільного виховання дітей та підлітків.